# Meragisa caeca
Meragisa caeca är en fjärilsart som beskrevs av Paul Dognin 1908. Meragisa caeca ingår i släktet Meragisa och familjen tandspinnare. Inga underarter finns listade i Catalogue of Life.